# چکاوک (فیلم ۱۹۴۱)
چکاوک (انگلیسی: Skylark) فیلمی در ژانر کمدی رمانتیک و کمدی است که در سال ۱۹۴۱ منتشر شد.

## بازیگران
- کلودت کولبرت
- ری میلند
- برایان اهرن
- بینی بارنز
- گرانت میچل
- اروینگ بیکن
- مارگارت هیز
- والتر آبل
- وارن هایمر
- اِلینور وَندِرویر
- می بولی